# Torre dell'Orologio (Brescia)
La Torre dell'Orologio è un edificio del XVI secolo che si trova in piazza della Loggia a Brescia.

## Storia

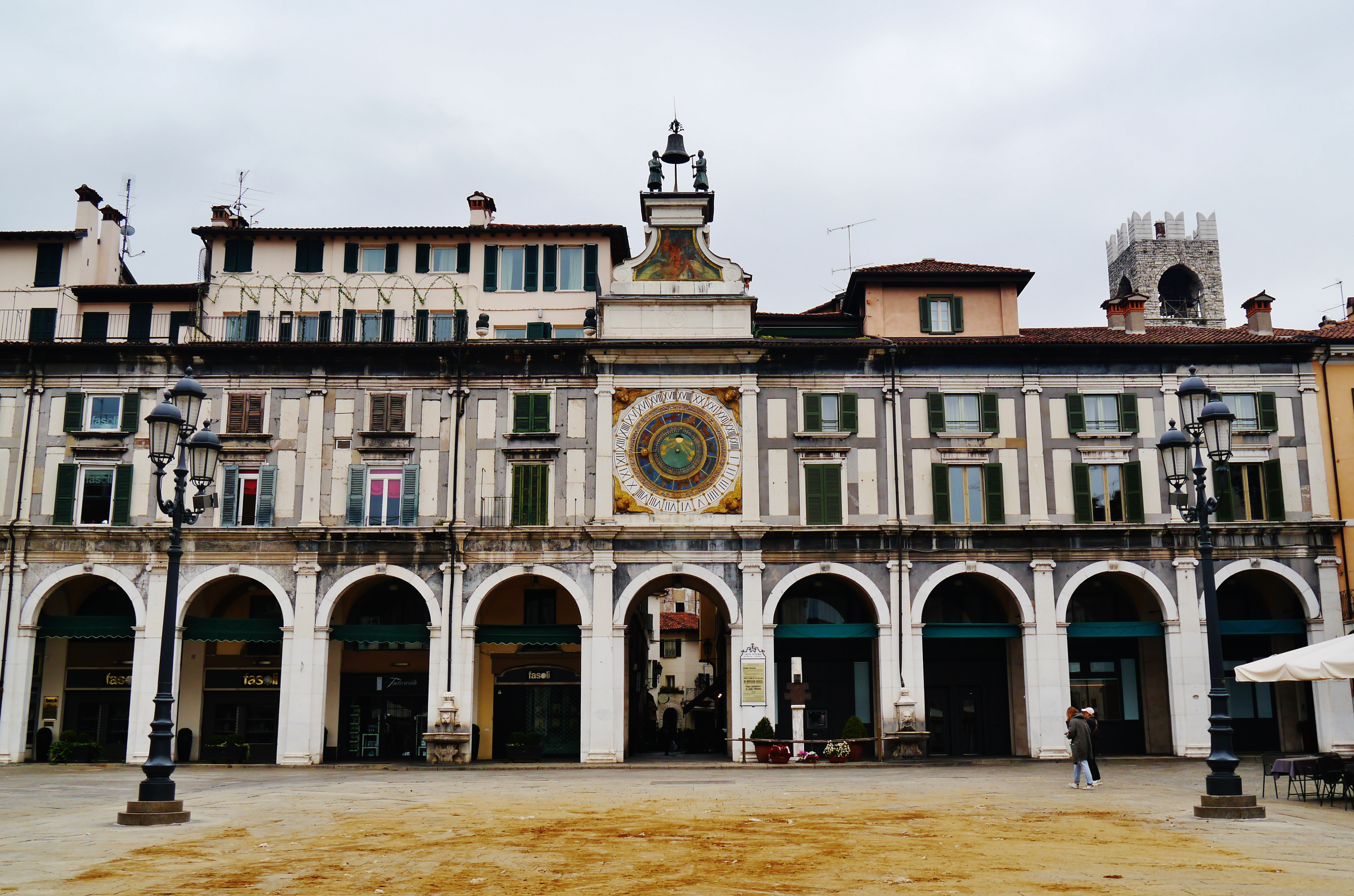
Il portico orientale di Piazza della Loggia

La Torre dell'Orologio venne eretta tra il 1540 ed il 1550 su progetto di Lodovico Beretta, architetto bresciano, tra gli autori dello stesso palazzo della Loggia.
All'interno della torre è presente un complesso orologio astronomico meccanico, realizzato tra il 1544 e il 1546
 da Paolo Gennari da Rezzato in sostituzione di un orologio posto in un altro lato della piazza, risalente al secolo precedente e dismesso nel 1543.
L’orologio dispone di due quadranti: il quadrante principale, verso piazza della Loggia, realizzato nel 1547 da Gian Giacomo Lamberti, e il quadrante posteriore, verso via Beccaria.
Nel timpano in cima alla torre è dipinta la figura di Saturno o Cronos simbolo dell'allegoria del tempo .
Sulla sommità della torre è situata una campana in bronzo ricca di decorazioni che raffigurano la Madonna con il Bambino, Cristo crocefisso, i Santi protettori, il leone rampante cittadino, i patroni Faustino e Giovita e lo stemma dell'artefice Nicola Cattaneo.
Ai lati della campana vi sono due automi in rame, installati con la campana nel 1581, che rappresentano due uomini dotati di martello, soprannominati “Tone e Batista”, ma meglio noti in dialetto bresciano come i "Màcc de le ure", ovvero "i matti delle ore", che battono i rintocchi orari sulla campana, mossi dalla macchina dell’orologio.
Mediante un passaggio edificato alla base della torre nel 1554 da Lodovico Beretta, si accede a via Beccaria che collega piazza della Loggia a piazza Paolo VI.
Nel 1595, nella parte inferiore della torre, è stato costruito un lungo porticato a campate singole in pietra bianca di Botticino, realizzato dall'architetto bresciano Piero Maria Bagnadore, che si estende per tutta via Dieci Giornate fino a corso Zanardelli.

## Descrizione dell'orologio

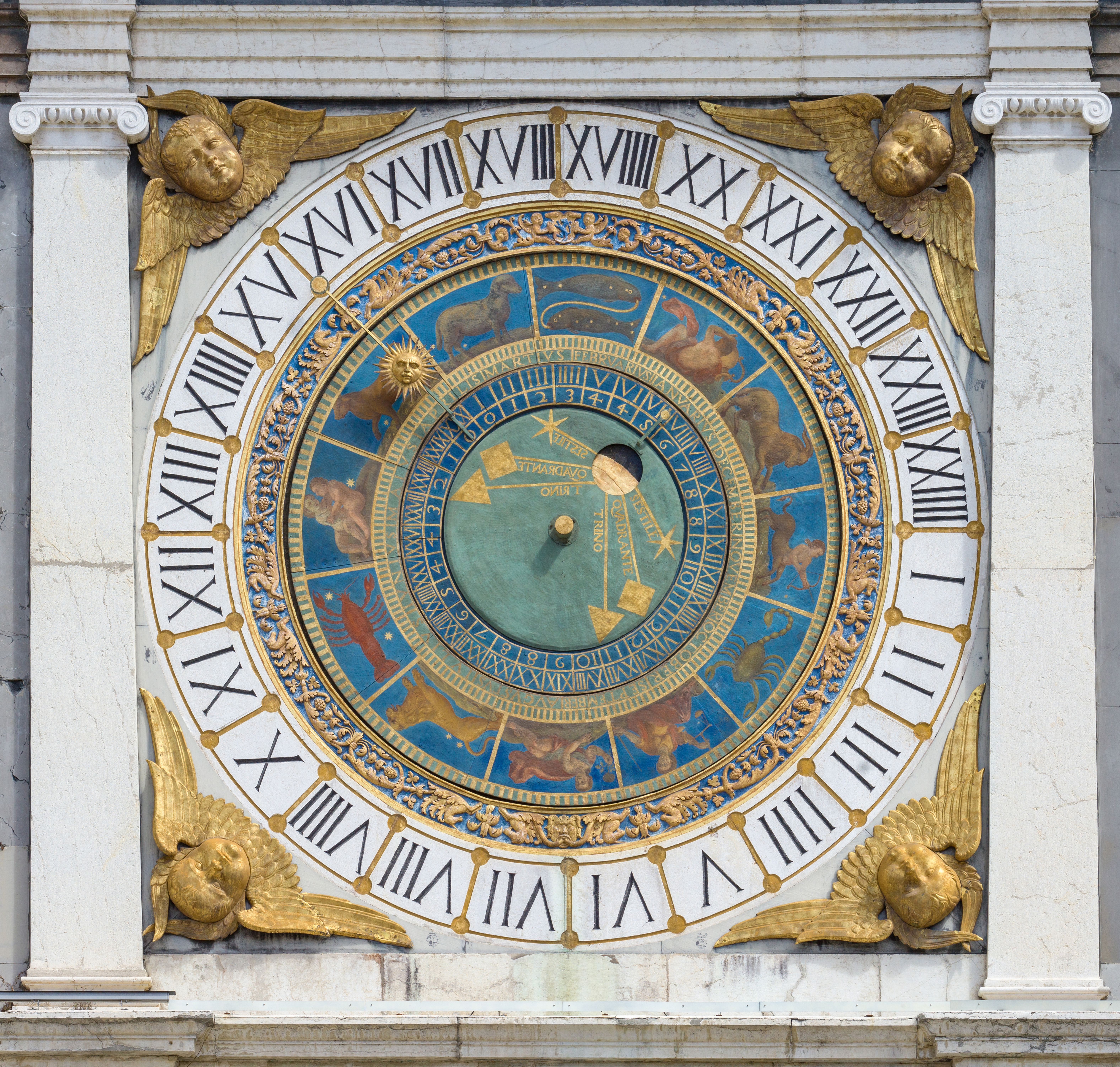
Il quadrante

I quadranti dell’orologio sono stati realizzati basandosi sulle conoscenze del cosmo dettate dalle teorie geocentriche dell’astronomo Tolomeo. La scala del datario dell’orologio testimonia la vigenza del calendario Giuliano al momento di costruzione, essendo l'equinozio di primavera rappresentato in corrispondenza dell'11 marzo e non del 21. I dieci giorni di ritardo accumulati nei secoli furono recuperati nel 1582 con la riforma gregoriana del calendario.
La corona esterna dei due quadranti ha 24 settori corrispondenti alle ore del giorno, indicate da un’unica lancia.
I quadranti dell’orologio di piazza Loggia sono realizzati in base al sistema orario "all'italiana" che definiva le ore 24 al tramonto del Sole, fine del giorno e inizio del giorno nuovo. Le ore XXIIII sono poste sul lato destro del quadrante. Con questo sistema la faccia radiata del sole, fissata alla lancia delle ore, riproduceva con il suo movimento il percorso del Sole che sorge ad est (sinistra, ore 12), percorre l’arco diurno e tramonta ad ovest (destra, ore 24): il semicerchio superiore della corona corrispondeva quindi al giorno con il sole sopra l’orizzonte, quello inferiore alla notte con il sole sotto l’orizzonte. Questo schema valeva solo agli equinozi e comportava nel corso dell’anno una continua regolazione dell’orologio all’ora variabile del tramonto.
A seguito della riforma della misura del tempo del 1786, senza effettuare modifiche ai due quadranti, l’orologio è stato regolato secondo l’ora "alla francese" tuttora vigente, con le ore 24 fisse alla mezzanotte. Con questo si è persa l’indicazione del tramonto e del movimento del sole sopra o sotto l’orizzonte.
Per la lettura corretta dell’ora bisogna tener presente che l’ora indicata in ogni settore viene raggiunta e diviene intera con la lancia alla fine del settore, momento in cui l’orologio muove gli automi per l’emissione dei rintocchi orari che ripete dopo circa due minuti.
Partendo dal centro del quadrante principale vi sono tre sezioni rotanti disposte in modo concentrico intorno al perno centrale che rappresenta la Terra. La prima sezione è quella della Luna, poi quella del Sole e la più esterna quella dello Zodiaco. Il quadrante nel suo insieme indica le fasi lunari e le condizioni astronomiche relative alla posizione e agli angoli fra il Sole e la Luna con vertice la Terra inserite nel contesto zodiacale, adatte a una “lettura” astrologica. Queste informazioni erano ritenute importanti per capire se gli astri fossero propizi per le attività produttive e i rapporti fra le persone.